# AKARI
AKARI（日語：あかり，ASTRO-F）是由日本宇宙航空研究开发机构（JAXA）和欧洲、韩国部分机构合作开发的红外线空间望远镜卫星，于2006年2月21日协调世界时21:28在日本鹿儿岛县的内之浦宇宙空间观测所由M-V火箭发射至太阳同步轨道。2011年11月24日任务结束，2023年4月11日04:44再入大气层烧毁。
AKARI的设计工作开始于1996年，根据日本人造卫星的排序命名，其最初的名字是ASTRO-F；而由于它主要用于红外的巡天观测，所以又被称为IRIS（Infrared Imaging Surveyor，红外成像巡天设备）。发射后，它被正式命名为AKARI（あかり），日文中是“光”的意思。

## 结构和设备
AKARI的总预算达134亿日元，其主镜是一架有效口径为0.67米，焦距为4.2米的RC型反射望远镜，制作材料为碳化硅，可以有效地减轻望远镜的重量，这也是历史上首次在太空望远镜上选择用碳化硅作为主镜的材料。为增加主镜的反射率，并减少自身的红外辐射，其表面覆盖了一层金。AKARI的制冷系统采用液氦为制冷剂，此外还装载了斯特林制冷机(Stirling Cycle Mechanical refrigerator)进行机械制冷设备，为其后续望远镜SPICA的制冷手段提供参考依据。此外，AKARI的附镜支架采用铍金属制作以降低了卫星的总质量。AKARI发射时的总质量为955千克。
AKARI的观测设备包括一台FIS和一台IRC。FIS(Far-Infrared Surveyor)，用于在远红外的四个波段的成像观测，进行远红外巡天。而IRC(Infra-Red Camera)则用于近中红外三个波段的成像观测。此外，FIS和IRC还可以作为摄谱仪拍摄不同波段天体的光谱。由于中远红外观测对温度的要求较高，FIS只能在液氦用尽前使用。2007年8月26日，AKARI的液氦全部用尽，之后卫星只能使用机械制冷将温度维持在40K左右，只能使用IRC进行近红外波段的观测。

## 任务
AKARI的首要任务是进行红外巡天，并对重要目标进行观测，其目的包括下列五个：
- 寻找原始星系，探明星系形成和演化
- 观测恒星形成区域，对恒星诞生进行调查
- 寻找褐矮星
- 寻找太阳系外行星
- 尝试用红外手段发现更多的彗星。

此外，AKARI还承担给欧洲空间局的赫歇尔空间天文台、普朗克卫星以及后续望远镜SPICA选择观测目标的任务。

## 运行状况
AKARI的运行分为四个阶段：
- 阶段0 此阶段为性能调试与验证阶段，时间是升空后的前两个月。2006年4月13日，AKARI拍摄升空后的第一张照片，对象是位于狐狸座反射星云IC 4954/4955[10]。
- 阶段1 此阶段为巡天观测阶段，时间从2006年5月8日至11月8日。在这个阶段AKARI完成第一轮的全天巡天，大约有70％的天区至少观测了两次[11]。
- 阶段2 此阶段AKARI继续进行第二轮巡天，并对一些重要的目标进行定点观测。定点观测中最重要的项目是对北黄极和大麦哲伦星系的多波段深度重点观测[12]。阶段2原本计划持续到AKARI的升空后大约500天液氦用尽为止，但2007年3月JAXA估计液氦至少可以用到9月9日并延长第二阶段的时间[13]。8月26日，AKARI搭载的液氦全部用尽，第二阶段结束。这次阶段已经有94％的天区至少观测了两次，同时对超过5000个目标进行定点观测[14]。
- 阶段3 液氮用尽后AKARI无法继续进行中远红外观测，卫星只能使用机械制冷将温度维持在40K左右，只能使用IRC进行近红外波段的观测。此阶段将持续到卫星报废为止。

## 重要成果
- 红外巡天：AKARI的最重要成果，完成全天94％天区的中远红外巡天观测，并完成9、18、65、90、140和160微米共6个波段的巡天图[15]。
- 第一次对小麦哲伦星系和大麦哲伦星系的超新星遗迹进行红外观测[16]。
- 对宇宙深处进行多波段的红外观测[17]。
- 对位于大熊座的漩涡星系M101恒星形成情况进行观测，发现其恒星形成区位于远端的旋臂而并非过去认为的星系中心[18]。
- 对位于时钟座的球状星团NGC 1261的红外观测没有发现理论上应该存在的尘埃颗粒[19]。
- 对天鹅座的恒星形成区进行红外观测。
- 对猎户座天区进行红外观测。